# Le sette pietre di Deltora
Le sette pietre di Deltora è un romanzo fantasy per ragazzi dell'autrice australiana Emily Rodda, che comprende i volumi dal quinto all'ottavo.

## Trama
La storia narra le avventure dei tre giovani Lief, Barda e Jasmine che vanno alla ricerca delle ultime tre pietre mancanti al completamento della Cintura di Deltora, una cintura talmente potente da far allontanare dal Regno il malvagio Signore dell'Ombra; tuttavia dovranno anche trovare l'erede al trono, impresa che si rivelerà non così semplice.

## Edizioni
- Emily Rodda, Le sette pietre di Deltora, collana Il battello a vapore, traduzione di Giancarlo Carlotti, Piemme, 2007,  p. 489, ISBN 978-88-384-7417-0.